# Josef Maleček
Josef Maleček (* 18. Juni 1903 in Prag, Österreich-Ungarn; † 26. September 1982 in Bayport, New York, USA) war ein tschechoslowakischer Tennis-, Feldhockey- und Eishockeyspieler. Als Eishockeyspieler nahm er an drei Olympischen Winterspielen teil und gewann mit der Tschechoslowakei viermal den Europameistertitel. Mit seiner Vereinsmannschaft, dem LTC Prag, gewann er dreimal den Spengler-Cup. Er galt als bester europäischer Eishockeystürmer der Zwischenkriegszeit, wurde 2003 in die IIHF Hall of Fame aufgenommen und gehörte 2008 zu den ersten Mitgliedern der Tschechischen Eishockey-Ruhmeshalle.
Als Tennisspieler nahm er 1929 am Davis Cup teil und gewann zwei tschechoslowakische Meistertitel – je einen im Doppel- und Mixed-Wettbewerb. Als Feldhockeyspieler vertrat er sein Heimatland mehrfach bei Länderspielen.

## Karriere
Josef Maleček begann seine Karriere in den Juniorenmannschaften des HC Sparta Prag, in dessen erster Mannschaft er 1921 als 18-Jähriger debütierte. 1927 wechselte er zum damaligen Spitzenklub LTC Prag, mit dem er von 1931 bis 1938 achtmal in Folge den tschechoslowakischen Meistertitel errang. 1929, 1930 und 1937 gewann er mit dem LTC zudem den Spengler-Cup, das älteste und renommierteste internationale Turnier für Vereinsmannschaften, das seit 1923 alljährlich in Davos ausgetragen wird. 1930 und 1931 gewann er mit seiner Mannschaft mit dem Tatra Pokal auch das zweitälteste internationale Vereinsturnier. 1931 hatte Maleček, der als bester europäischer Stürmer der Zwischenkriegszeit angesehen wurde, ein Angebot der New York Rangers aus NHL, lehnte dies jedoch ab. Neben seinen eisläuferischen Fähigkeiten wurde vor allem sein platzierter Schuss gelobt. In der neugegründeten 1. Liga der Tschechoslowakei wurde er 1937 sogleich Torschützenkönig. 1940, 1942, 1943 und 1944 gewann er mit seiner Mannschaft die Meisterschaft des Protektorats Böhmen und Mähren, wobei er 1940 Torschützenkönig der Liga war. Nach Kriegsende wechselte er zum HC Slovan Bratislava, für den er drei Jahre spielte.
1948 ging Maleček zunächst in die Schweiz, wo er bis 1954 für den HC Davos spielte, den HC Montana-Crans und die Zürich Jaguars. Unterbrochen wurde die Schweizer Zeit 1952/53 durch eine Saison beim Krefelder EV.

### International
Josef Maleček trat für die Tschechoslowakischen Nationalmannschaft erstmals bei der Eishockey-Europameisterschaft 1922 in Aktion und konnte mit seiner Mannschaft nach Siegen über die Schweiz (8:1) und Schweden (3:2) sogleich den Titel erringen. Auch bei den Europameisterschaften 1923, 1925, 1926, 1927 und 1929 stand er für seine Farben auf dem Eis, wobei er mit dem tschechoslowakischen Team 1925 und 1929 erneut den Titel gewinnen konnte. Hinzu kam eine Silbermedaille 1926. Lediglich 1932, bei der letzten eigenständigen Europameisterschaft, fehlte er verletzungsbedingt.
Bei Weltmeisterschaften spielte er 1930, 1931, 1933, 1934, 1935, 1937, 1938 und 1939. 1933 und 1938 gewann er mit der tschechoslowakischen Mannschaft jeweils die Bronzemedaille. Da im Rahmen der Weltmeisterschaften auch die Europameisterschaften ausgespielt wurde, erreichte Maleček im Rahmen der WM-Turniere zudem noch auf europäischer Ebene einen Europameisterschaftstitel (1933), zwei Silbermedaillen (1938 und 1939) und drei Bronzemedaillen (1931, 1934 und 1935).
Zudem nahm Maleček mit der tschechoslowakischen Auswahl an den Olympischen Winterspielen 1924 in Chamonix, 1928 in St. Moritz und 1936 in Garmisch-Partenkirchen teil. Dabei gewann er bei der im Rahmen der Olympischen Winterspiele 1936 ausgetragenen Europameisterschaft mit seiner Mannschaft die Silbermedaille.
Insgesamt erzielte Maleček in 107 Länderspielen für die Tschechoslowakei 114 Tore.

## Privatleben
Maleček war nicht nur einer der besten Eishockeyspieler seiner Zeit, sondern auch ein erfolgreicher Kaufmann. Zusammen mit zwei weiteren Tennisspielern, Vojtěch Vodička und Ladislav Hecht, betrieb er im Prag der Zwischenkriegszeit eines der beliebtesten Sportgeschäfte der Tschechoslowakei, das als erstes Eishockeyausrüstung der Marke CCM aus Kanada importierte. Nachdem die Kommunisten unter Klement Gottwald 1948 im Februarumsturz die Macht in seiner Heimat übernommen hatten, verließ er die Tschechoslowakei und siedelte zunächst in die Schweiz über. Mitte der 1950er Jahre ging er in die Vereinigten Staaten, wo er für das tschechischsprachige Programm von Radio Free Europe als Kommentator arbeitete. Zudem war er Ehrenvorsitzender der Vereinigung tschechoslowakischer Sportler im Ausland.

## Erfolge und Auszeichnungen
- 1931–1938 Tschechoslowakischer Meister mit dem LTC Prag
- 1937 Torschützenkönig der 1. Liga
- 1940 Meister im Protektorat Böhmen und Mähren mit dem LTC Prag
- 1940 Torschützenkönig der Nationalliga Böhmen und Mähren
- 1942–1944 Meister im Protektorat Böhmen und Mähren mit dem LTC Prag
- 2008 Aufnahme in die Tschechische Eishockey-Ruhmeshalle

### International
- 1922 Europameister
- 1925 Europameister
- 1926 Silbermedaille bei der Europameisterschaft
- 1929 Europameister
- 1929 Gewinn des Spengler Cups mit dem LTC Prag
- 1930 Gewinn des Spengler Cups mit dem LTC Prag
- 1930 Gewinn des Tatra Pokals mit dem LTC Prag
- 1931 EM-Bronzemedaille bei der Weltmeisterschaft
- 1931 Gewinn des Tatra Pokals mit dem LTC Prag
- 1933 WM-Bronzemedaille und Europameister bei der Weltmeisterschaft
- 1934 EM-Bronzemedaille bei der Weltmeisterschaft
- 1935 EM-Bronzemedaille bei der Weltmeisterschaft
- 1936 EM-Silbermedaille bei den Olympischen Winterspielen
- 1937 Gewinn des Spengler Cups mit dem LTC Prag
- 1938 WM-Bronzemedaille und EM-Silbermedaille bei der Weltmeisterschaft
- 1939 EM-Silbermedaille bei der Weltmeisterschaft
- 2003 Aufnahme in die IIHF Hall of Fame

Anmerkung: Nach 1929 fand lediglich noch 1932 eine eigenständige Europameisterschaft statt, so dass die EM-Titel und -Platzierungen bei den jeweiligen Weltmeisterschaften und Olympischen Winterspielen vergeben wurden.